# 滨州北站
滨州北站，位于山东省滨州市滨城区秦皇台乡，是滨港铁路的货运站，也是滨州市在黄河以北的城区内唯一铁路货运站。滨州北站货场一期占地600余亩。该站现有正线1条、到发线2条、尽头式卸煤线2条、成品包装货物线1条、笨大货物线1条，基本能满足50万吨/年的运量需求。
2009年11月20日，滨州北站随滨港铁路一起开通运营。2010年1月21日，一列由东风内燃机车牵引的货运列车驶进滨州北站，滨州北站迎来投用后的首批到站货物。至此，山东省17市实现了“市市通铁运”。